# Península de Gove

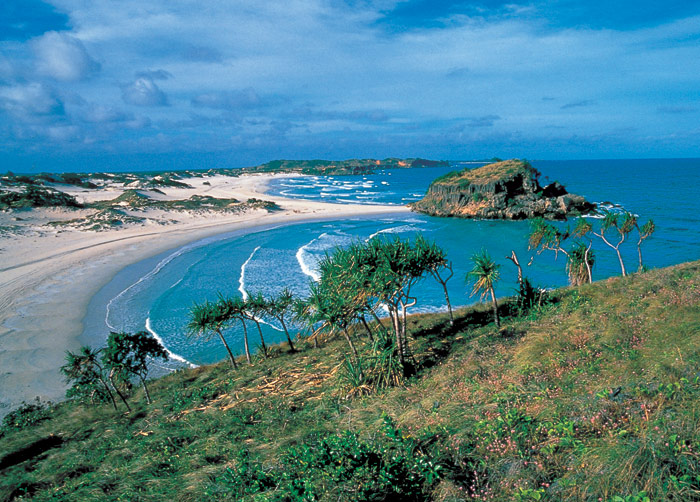
Nanydjaka - Parque Nacional Kakadu

A península de Gove é uma península situada no extremo nordeste da Terra de Arnhem, na costa oriental do Golfo de Carpentária no Território do Norte, Austrália. A península tornou-se estrategicamente importante durante a Segunda Guerra Mundial quando aí foi construída uma base aérea militar, no que é hoje o Aeroporto de Gove.